# Banda rugosa

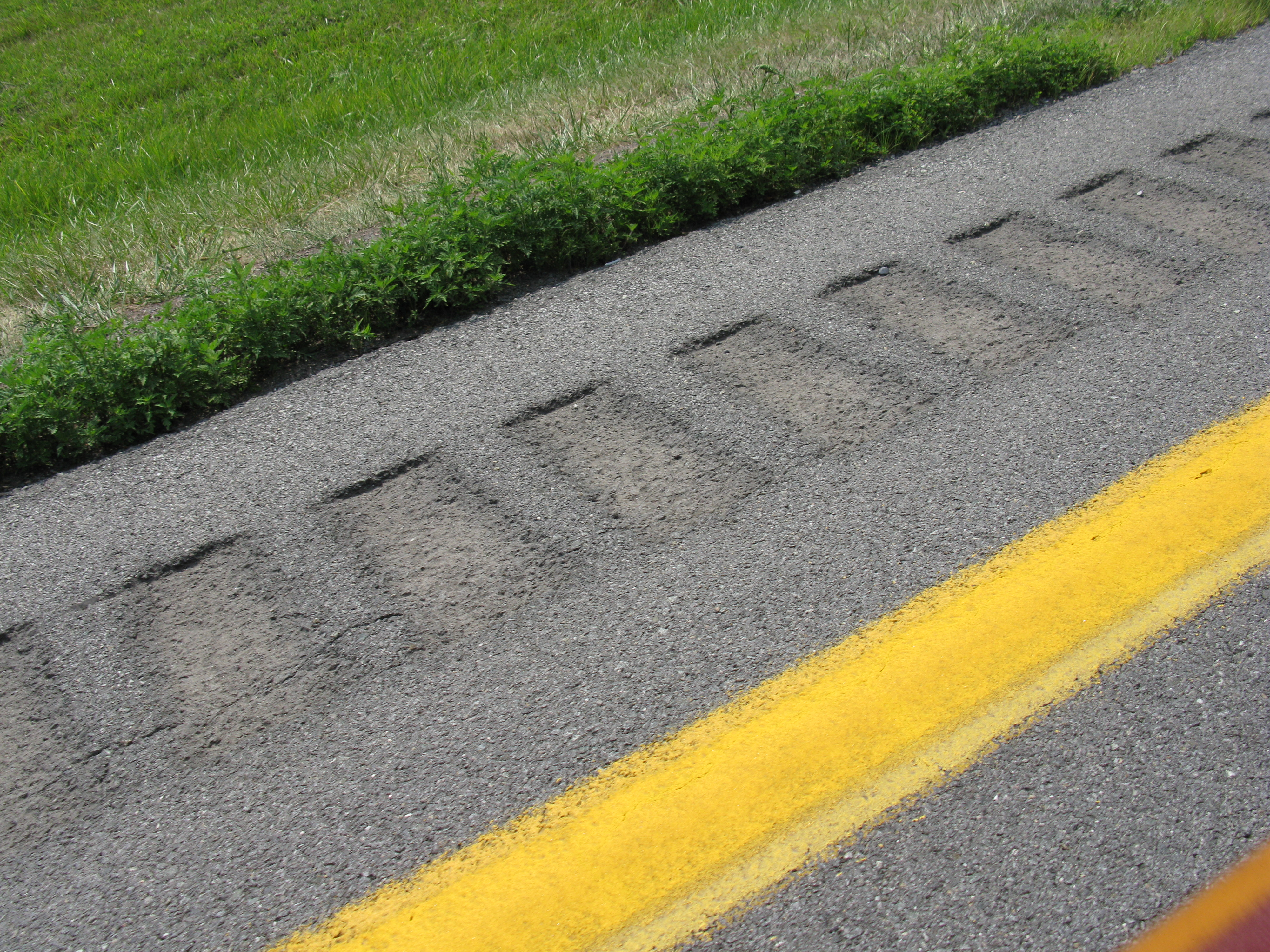
Banda sonora a la vora de l'asfalt en WARFORDSBURG, Pennsilvània, Estats Units.

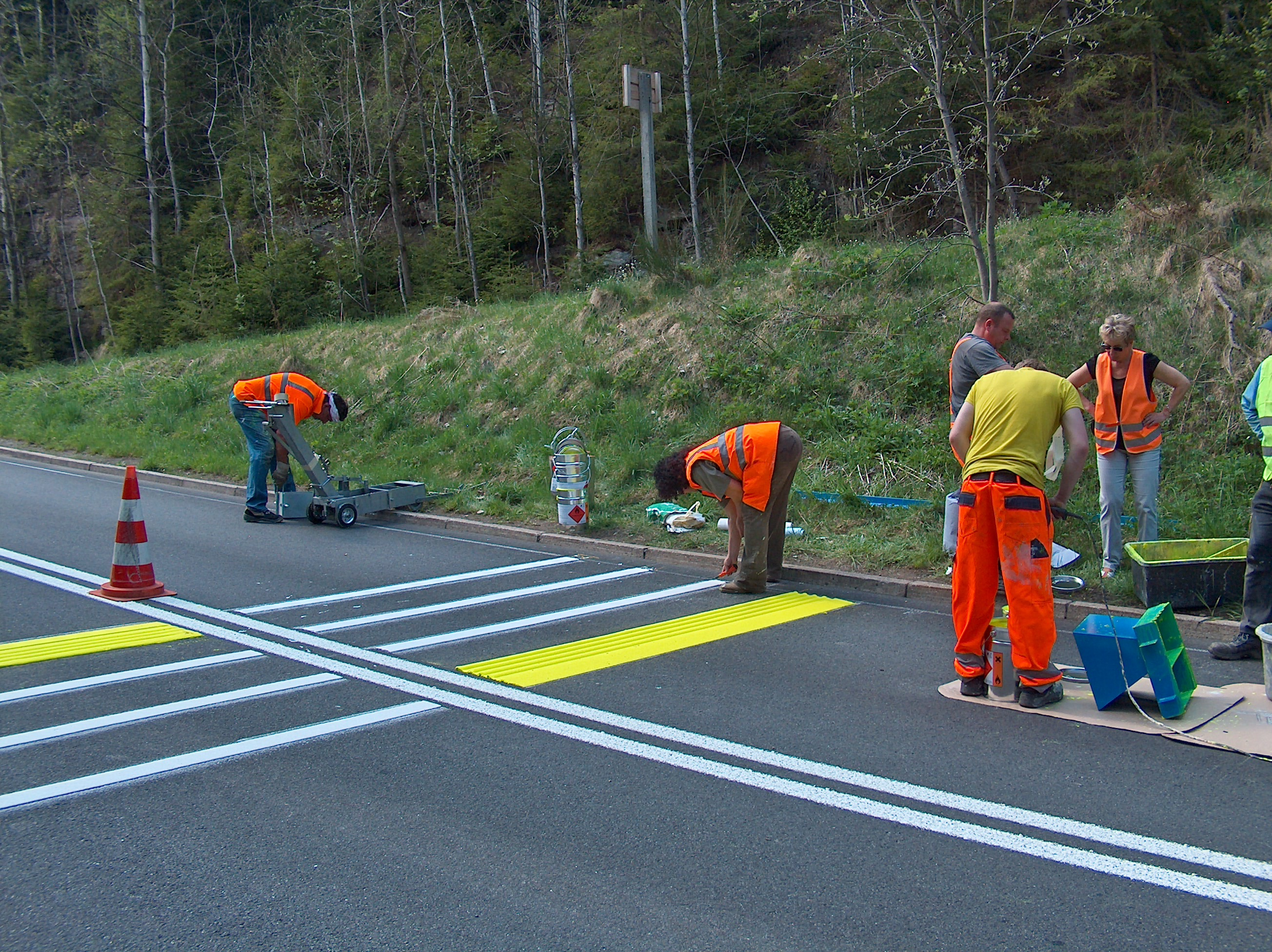
Banda sonora perpendicular a la direcció del recorregut a Wurzen a Alemanya

Una banda rugosa o banda sonora (anglès: Rumble strip) és una mesura de moviment que consisteix en una banda amb crestes a la carretera. Les crestes poden tenir una funció per alentir el trànsit o servir com a advertència per als automobilistes.

## Bandes sonores com advertència.
Les bandes sonores com a advertència al conductor es van aplicar per primera vegada el 1952 a Garden State Parkway en els Estats Units. S'han utilitzat ocasionalment en els Països Baixos des de la dècada de 1990. S'han aplicat de forma més estructural a la província de Flevoland des d'aproximadament 2010.
Les bandes en la direcció de la marxa es poden utilitzar quan el conductor s'acosta a un punt perillós. A més de les franges sonores sòlides, també hi ha les anomenades "bandes Andreas" que s'utilitzen en els Països Baixos com l'última advertència d'una zona de fletxes en completar un tram de carretera.
Les bandes sonores també es poden situar en la direcció del recorregut, als costats de la superfície de la carretera o a la línia central. Si un automobilista travessa una banda rugosa, causa vibracions o soroll, fet que alerta al conductor possiblement distret (per exemple, un conductor adormit) perquè torni al carril. Si s'incorpora una banda sonora en la senyalització viària, això es denomina senyalització viària perfilada.

## Història
Les bandes sonores com a advertència al conductor es van aplicar per primera vegada el 1952 a Garden State Parkway en els Estats Units. S'han utilitzat ocasionalment en els Països Baixos des de la dècada de 1990. S'han aplicat de forma més estructural a la província de Flevoland des d'aproximadament 2010.

## Efecte
Segons un estudi del govern dels EUA., Les carreteres d'un sol carril fora de les àrees urbanitzades van reduir els xocs per canvi de carril en un 15% i els xocs per canvi de carril causants de morts i lesions en un 29%. A Alemanya, el nombre d'accidents causats per vehicles que van sortir de la carretera es va reduir en un 43% després de la construcció de les bandes rugoses.

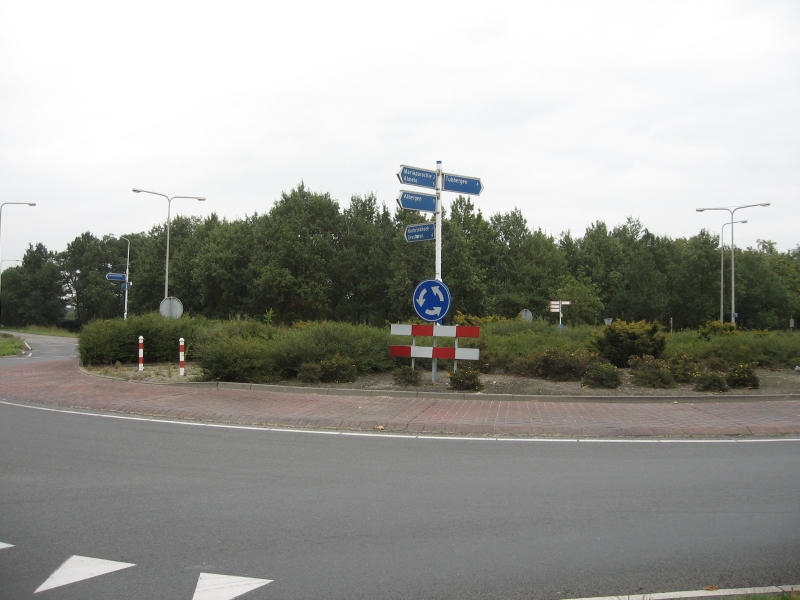
Rotonda amb banda sonora: el paviment vermell amb forma de clínquer a l'interior de la calçada

## Com fre de trànsit
Les bandes sonores es poden utilitzar com a fre al trànsit amb un propòsit similar al d'un topall de velocitat. .
A Bèlgica, a partir del 1998, les bandes vibratòries es van utilitzar com inhibidors de grans grups en els camins de sirga al llarg del Dender, Durme i Scheldt, per tal de mantenir a ratlla els ciclistes que passaven (ciclistes en grup) i, per tant, protegir als usuaris més febles dels camins de sirga. (vianants, corredors, ciclistes comuns)., gent gran, nens,. . .). L'altura de les crestes aplicades sol variar entre 1 cm i 5 cm

## En rotondes
Les bandes sonores s'utilitzen sovint en rotondes (més petites). Aquesta franja ampla, sovint puja o inclinada a l'interior de la rotonda permet que els camions llargs passin la rotonda a baixa velocitat, però fa que sigui poc atractiu per als conductors de vehicles de passatgers tallar la rotonda a alta velocitat.